# Camémbaro
Camémbaro es una localidad del estado mexicano de Michoacán. Es parte del municipio de Zitácuaro. Fue fundada el 29 de julio de 1909.

## Toponimia
El nombre «Camémbaro» proviene de los términos en purépecha: camemba, estafiate; ro, locativo. Su significado es «Lugar de estafiates».

## Demografía
| Gráfica de evolución demográfica |
|                                  |

| Censo | Población |
| ----- | --------- |
| 1921  | 307       |
| 1930  | 432       |
| 1940  | 393       |
| 1950  | 360       |
| 1960  | 379       |
| 1970  | 404       |
| 1980  | 421       |
| 1990  | 368       |
| 2000  | 1036      |
| 2010  | 1021      |
| 2020  | 1136      |